# 클린턴역 (CTA 블루 라인)
클린턴(Clinton) 역은 시카고 교통국의 L 시스템 블루 라인에 속한 지하철역으로, 니어 웨스트 사이드(Near West Side) 지역의 웨스트 루프 인근 지역을 지난다.
1958년 6월에 라살레 역이 세워진지 7년만에 블루 라인의 콩그레스 지선 개통과 함께 개장하였고, 기존의 라살레에 있는 디어본 지하철과 연결되었다.
유니언역과 가장 가까운 'L' 역이며, 여러 메트라와 암트랙 열차의 터미널과 시카고 그레이하운드 버스 터미널과도 연결된다. 또한 CTA 시스템에서 심도가 제일 깊은 역이다.
지하철 출구는 고속도로 육교 아래에 위치하며 시카고 유니언 역에서 남쪽으로 두 블록, 그레이하운드 버스 터미널에서 북쪽으로 한 블록 떨어져 있다.
거리 및 역명은 뉴욕 주의 주지사 디윗 클린턴(DeWitt Clinton, 1769~1828)이 이리 운하 건설과 시카고 설립에 큰 역할을 한 것을 기념하여 명명되었다.

## 연결 가능한 버스노선

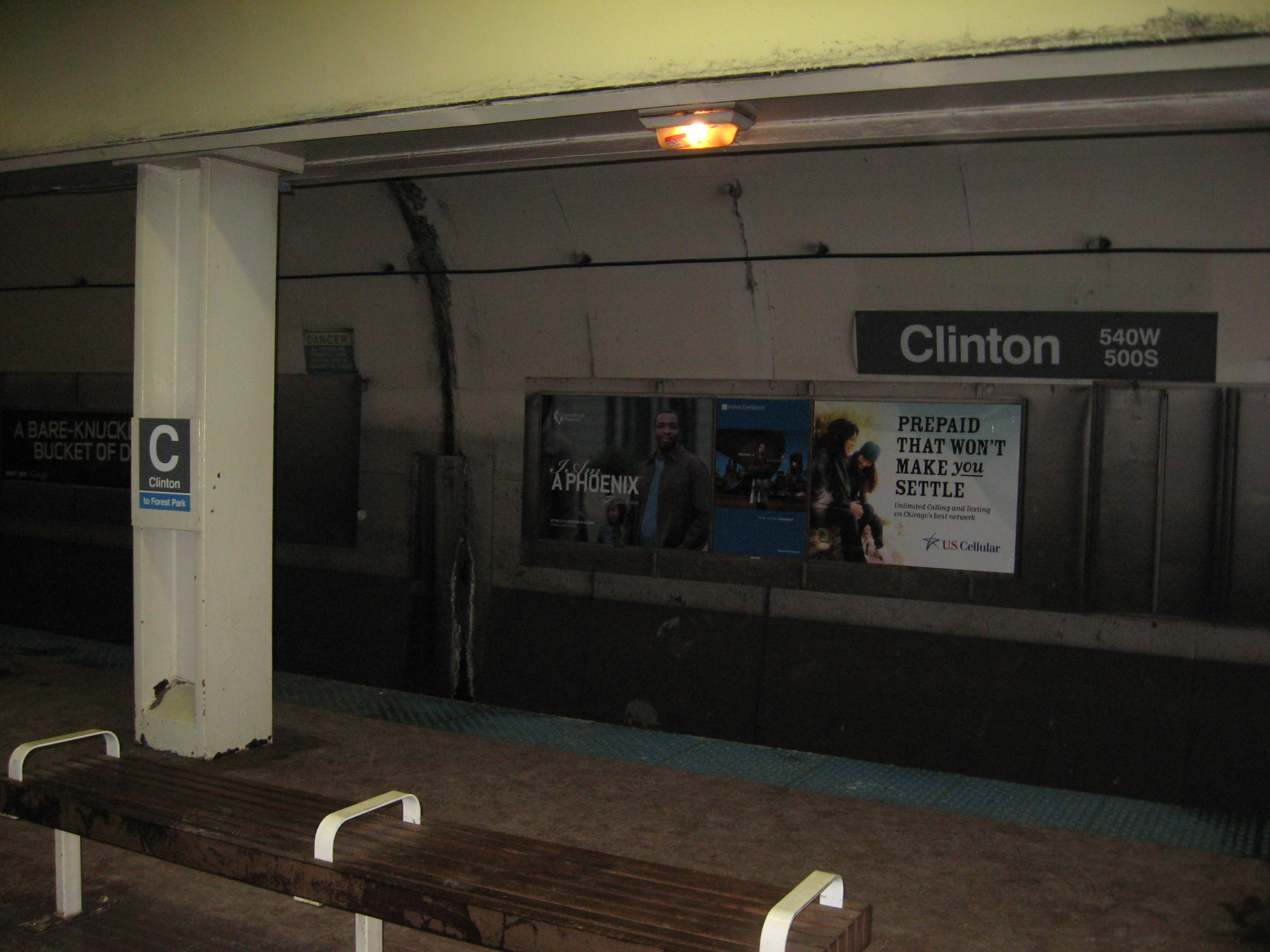

CTA
- 7 해리슨(Harrison) : 평일용
- 37 세드윅(Sedgwick) : 평일용
- 60 블루 아일랜드/26th(Blue Island/26th) : 심야
- 157 스트리터빌/Taylor(Streeterville/Taylor) : 평일용
- 192 시카고 대학병원 급행(University of Chicago Hospitals Express) : 평일 출퇴근용

페이스(Pace)
- 754 Lewis University/CTA 블루 라인 클린턴 역 급행(Lewis University/CTA Blue Line Clinton Station Express) : 평일 출퇴근용

그레이하운드(Greyhound)
- Two blocks southwest